# 白沢駅 (愛知県)
白沢駅（しらさわえき）は、愛知県知多郡阿久比町大字白沢にある名古屋鉄道河和線の駅。駅番号はKC06。

## 歴史
かつては廃止となった椋岡駅と同様に、一部の普通列車が通過していた時期もある。半田口駅・上ゲ駅が全普通列車が停車になった暫く後も当駅は一部通過していた（1983年（昭和58年）頃まで）。

### 年表
- 1931年（昭和6年）4月1日 - 知多鉄道の知多白沢駅として開業。
- 1943年（昭和18年）2月1日 - 知多鉄道が名古屋鉄道に合併。
- 1949年（昭和24年）
  - 10月1日 - 無人化[3]。
  - 12月1日 - 白沢駅に改称。
- 1987年（昭和62年） - ホーム有効長を4両から6両に延長[4]。
- 2007年（平成19年）
  - 1月25日 - 駅集中管理システム導入。
  - 2月14日 - 共通SFカードシステムトランパス導入。
- 2011年（平成23年）2月11日 - ICカード乗車券「manaca」供用開始。
- 2012年（平成24年）2月29日 - トランパス供用終了。

## 駅構造
6両編成対応の相対式2面2線ホームを有する地上駅。駅集中管理システムが導入された無人駅である。以前は各ホームの知多半田側にも出入口が存在したが、システム導入にあたり、封鎖された。

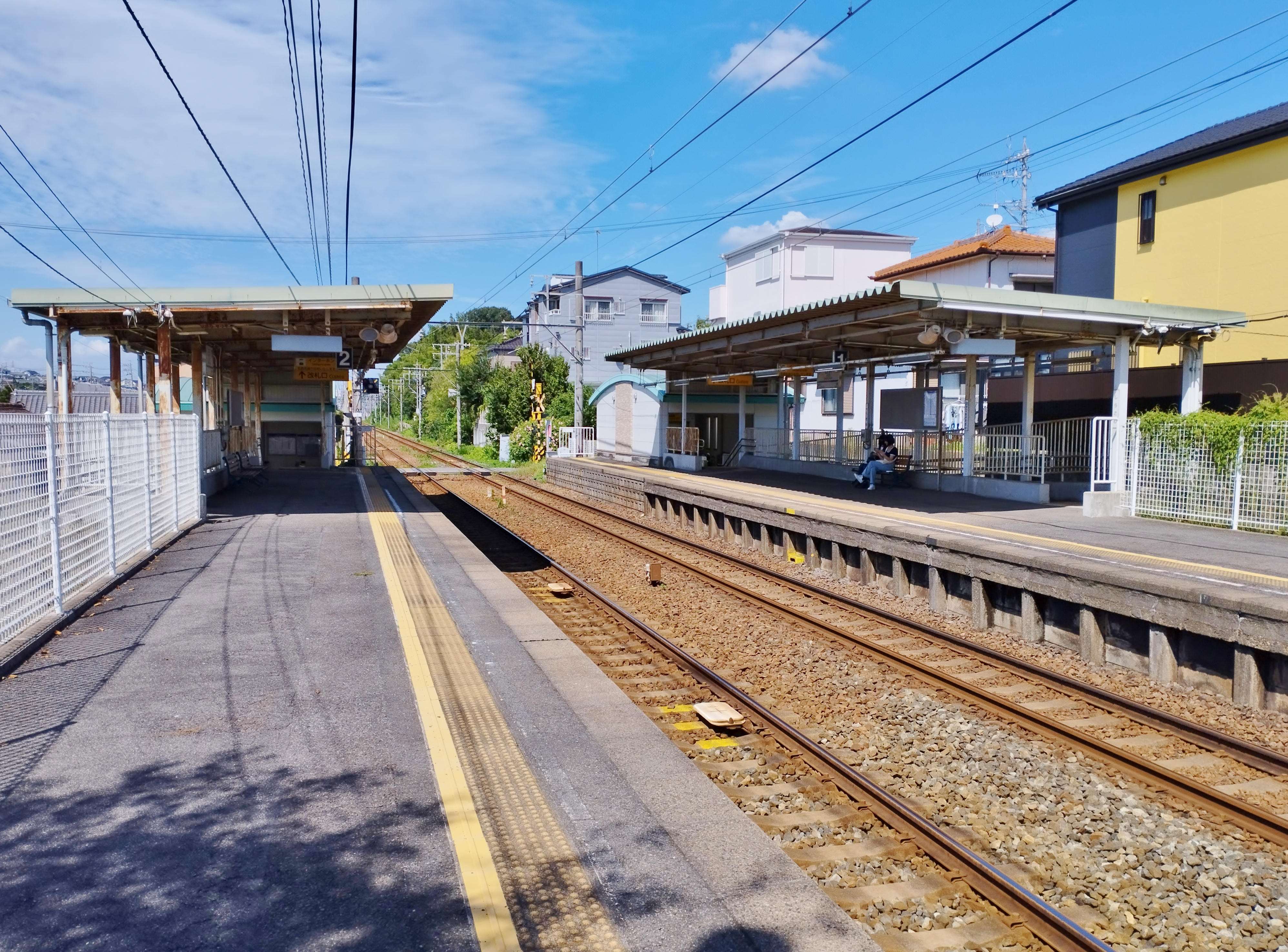
ホーム
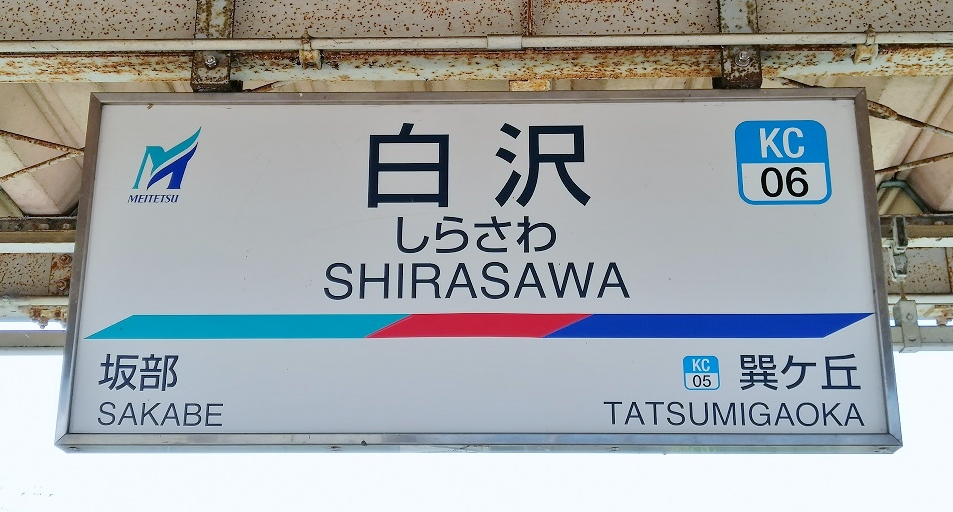
駅名標

### のりば
| 番線 | 路線      | 方向 | 行先                         |
| ---- | --------- | ---- | ---------------------------- |
| 1    | KC 河和線 | 下り | 河和・内海方面               |
| 2    | KC 河和線 | 上り | 太田川・金山・名鉄名古屋方面 |

### 配線図
| ← 太田川・ 名古屋方面 | 白沢駅 構内配線略図 | → 知多半田・ 河和方面 |
| 凡例 出典:            |                     |                       |

## 利用状況
- 「移動等円滑化取組報告書」によれば、2023年（令和5年）度の1日平均乗降人員は443人である[1]。
- 『名鉄120年：近20年のあゆみ』によると2013年度当時の1日平均乗降人員は527人であり、この値は名鉄全駅（275駅）中259位、河和線・知多新線（24駅）中23位であった[7]。
- 『名古屋鉄道百年史』によると1992年度当時の1日平均乗降人員は595人であり、この値は岐阜市内線均一運賃区間内各駅（岐阜市内線・田神線・美濃町線徹明町駅 - 琴塚駅間）を除く名鉄全駅（342駅）中265位、河和線・知多新線（26駅）中21位であった[8]。
- 阿久比町の統計によると2019年度の1日平均の乗車人員は249人である[9]。河和線の駅では利用客が最も少ない。知多新線の駅を含めると美浜緑苑駅よりは多い。

## 駅周辺
- 阿久比町立北原保育園
- 阿久比町循環バス「浅井外科」バス停

## 隣の駅
名古屋鉄道
KC 河和線
■特急・□快速急行・■急行・■準急
通過
■普通
巽ヶ丘駅 (KC05) - 白沢駅 (KC06) - 坂部駅 (KC07)